# Thomas Mayne Reid

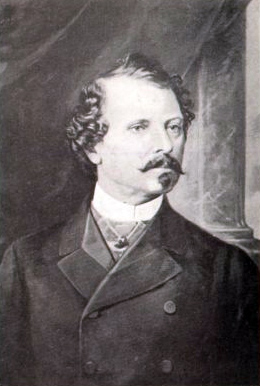
Thomas Mayne Reid

Thomas Mayne Reid  (* 4. April 1818 in Ballyroney, County Down; † 22. Oktober 1883 in London) war ein britischer Schriftsteller.

## Leben
Nach einem abgeschlossenen Theologiestudium wurde Reid zunächst Handelslehrer. Auf der Suche nach Abenteuern schiffte er sich 1839 nach Amerika ein und landete in New Orleans, wo er bis zum Spätsommer 1840 blieb. Als dort das Gelbfieber ausbrach, flüchtete er nach St. Louis. Dort unternahm er mit anderen Männern den Winter über einen Jagdzug in den Wilden Westen. In den folgenden sechs Jahren führte er ein unstetes Wanderleben und arbeitete unter anderem als Koch, Heizer auf einem Mississippidampfer, Bauarbeiter, Storekeeper und Schullehrer.
1843 ging er nach Philadelphia. Hier erschien 1842 im Pittsburg Morning Chronicle unter dem Pseudonym The Poor Scholar in Versform  seine erste Publikation. Mit einer Handelskarawane zog er dann nach Santa Fe (New Mexico). Im Frühjahr 1846 nahm er eine Stellung als Korrespondent beim New York Herald an. Als im Sommer 1846 der Mexikanisch-Amerikanische Krieg ausbrach, verpflichtete sich Reid im Herbst als Kriegsfreiwilliger und wurde zweiter Leutnant im I. New Yorker Volunteersregiment. Vom New Yorker Blatt Spirit of the Times ließ er sich darüber hinaus als Kriegsberichterstatter verpflichten. Er nahm an der Schlacht von Chapultepec teil und erlitt am 13. September 1847 eine schwere Hüftverletzung. Kurz darauf wurde er zum Captain befördert und am 5. Mai 1848 aus der Armee entlassen.
Reid arbeitete dann in Philadelphia wieder als Korrespondent. Als 1848 der badische Aufstandsführer Friedrich Hecker in den Vereinigten Staaten erschien, schloss er sich dessen Bewegung an und schiffte sich nach Europa ein. Als er 1849 in Liverpool ankam, war die Revolution jedoch bereits größtenteils niedergeschlagen. Er begab sich zuerst nach Irland und ließ sich dann in London nieder.
1850 erschien sein erster Roman The Rifle Rangers (Die Scharfschützen), der begeisterte Aufnahme fand und in fast alle europäischen Sprachen übersetzt wurde. Eine erste Fassung dieses Romans, in dem Reid seine Kriegserlebnisse verarbeitete, war bereits 1849 in New York als Privatdruck erschienen. 1851 lernte er die 13-jährige Elizabeth Hyde kennen, die er 1853 heiratete. 1851 erschien sein zweiter Roman The Scalp-hunters (Die Skalpjäger), der ebenso wie sein Erstlingswerk auf eigenen Erlebnissen basiert. Er wurde in alle Kultursprachen übersetzt und gilt als einer der bedeutendsten Indianerromane des 19. Jahrhunderts.
Bis zu seinem Tod hinterließ Reid mehr als 80 Romane und Jugendschriften. Der größte Teil seiner weiteren Erzählungen spielt in Amerika, die anderen in Afrika, Asien und auf dem Meer. 1867 begann er für die Tageszeitung The Little Times zu schreiben. Im Oktober desselben Jahres begab er sich mit seiner Frau nach Amerika. 1868 schloss er einen Vertrag mit der Firma Beadle and Adams in New York für eine Serie von Dime Novels ab, an denen er neun Jahre lang schrieb.
Nachdem er 1870 im St. Luke Hospital seine Hüftwunde neuerlich behandeln lassen musste, kehrte er nach England zurück. Ab 1874 konnte er sich nur noch auf Krücken fortbewegen. Von 1881 bis 1882 gab er die Zeitschrift The Boy’s Illustrated heraus. Da seine Popularität als Schriftsteller im Schwinden begriffen war, bewirtschaftete er zuletzt ein Landgut in der Nähe von Ross-on-Wye. Nach seinem Tod mit 65 Jahren wurde er auf dem Kensal Green Cemetery bestattet. Aus seinem Nachlass erschienen noch mehrere Romane und Jugendschriften. Auch in Deutschland galt Reid als einer der beliebtesten Abenteuerschriftsteller, dessen Werke Aufnahme in die zeitgenössischen Leihbibliotheken fanden.

## Werke
- Am Lagerfeuer, oder Die Büffeljäger von Capitain Mayne Reid, Verfasser von "die Skalpjäger", "die Büchsenschützen" etc. Aus dem Englischen von W. G. Dragulin. Drei Bände. Leipzig, 1855. Verlag von Christian Ernst Kollmann (Amerikanische Bibliothek 145).
- Ausgewählte Werke. Hrsg. und bearb. von Walter Heichen. 1. In den Jagdgründen des Mississippi. 2. In die Wildnis verschlagen. 3. Die Skalpjäger. 4. Unter den Buschkleppern von Mexiko. 5. Oseola, die aufgehende Sonne der Seminolen. 6. Das weiße Roß der Steppe. 7. Der weiße Häuptling. Phönix, Berlin 1920/21.